# Stor-Sarvtjärnen
Stor-Sarvtjärnen är en sjö i Kalix kommun i Norrbotten och ingår i Kalixälvens huvudavrinningsområde. Sjön har en area på 0,0451 kvadratkilometer och ligger 108,1 meter över havet. Stor-Sarvtjärnen ligger i Torne och Kalix älvsystem Natura 2000-område.

## Delavrinningsområde
Stor-Sarvtjärnen ingår i det delavrinningsområde (734247-181632) som SMHI kallar för Mynnar i Kalixälvens vattendragsyta. Medelhöjden är 107 meter över havet och ytan är 1,05 kvadratkilometer. Det finns inga avrinningsområden uppströms utan avrinningsområdet är högsta punkten. Vattendraget som avvattnar avrinningsområdet har biflödesordning 2, vilket innebär att vattnet flödar genom totalt 2 vattendrag innan det når havet efter 34 kilometer. Avrinningsområdet består mestadels av skog (90 procent). Avrinningsområdet har 0,1 kvadratkilometer vattenytor vilket ger det en sjöprocent på 9,5 procent.